# ولس (ایزد)

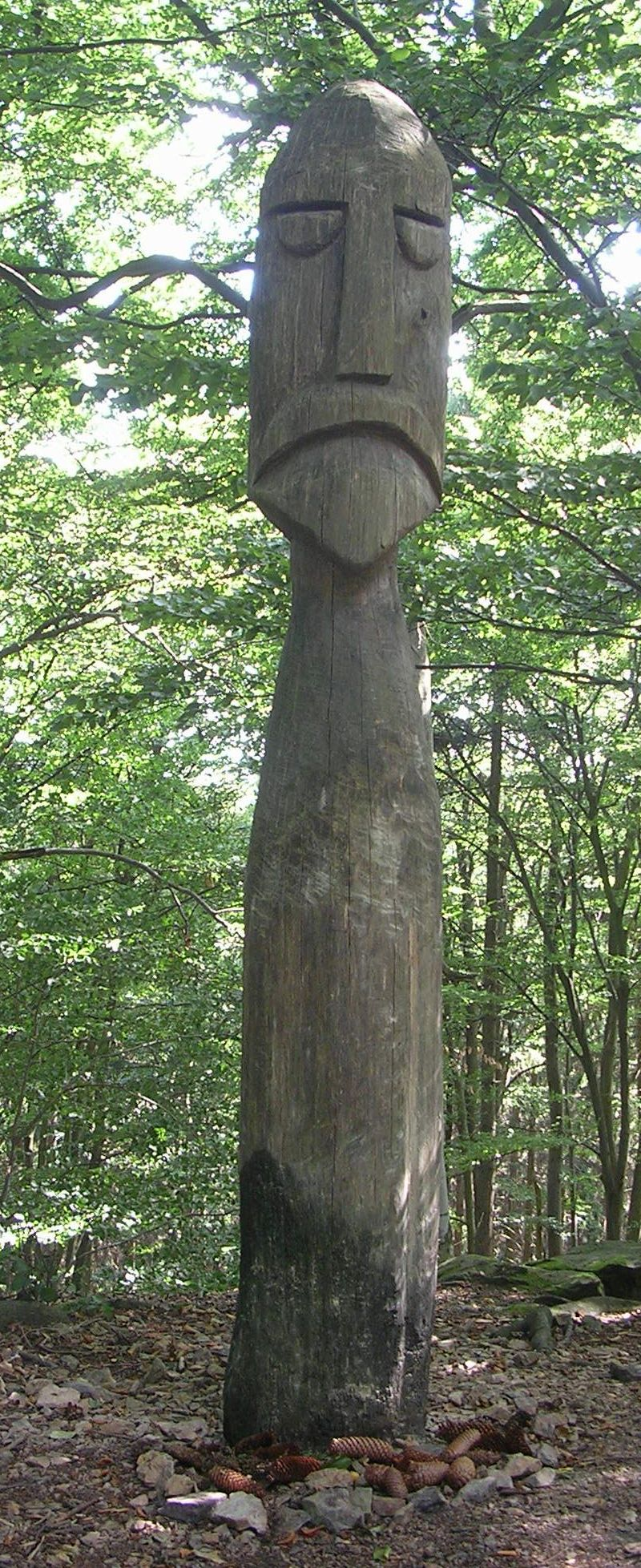
تندیس مدرنی از ولس در کوه ولیژ، جمهوری چک

وِلِس یا ولوس (به لهستانی: Weles) در اساطیر اسلاو ایزد موسیقی، هنر، شعر و حیوانات؛ گاهی با جهان زیرزمینی و مردگان مربوط است. او در افسانه‌های اسلاو به عنوان یک نیروی مافوق طبیعی زمین، آب‌ها و دنیای مردگان به‌شمار می‌رفت که با اژدها، جادو، موسیقی، بازرگانی، ثروت و حیله‌گری مرتبط بود. تاجران اغلب توافق‌نامه‌های خود را با ادای سوگند بر نام او مهروموم می‌کردند، و اسناد حقوقی گاهی با سوگند به او به نتیجه می‌رسید. گفته شده او عهدشکنان را به وسیلهٔ مبتلا به بیماری مجازات می‌نمود. ولِس رقیب ایزد بلندمرتبه تندر و آذرخش اسلاوی پرون به حساب می‌آید و نبرد بین این دو ایزد یکی از مهم‌ترین افسانه‌های اساطیر اسلاو را تشکیل می‌دهد.
ولس از دو جنبه مورد پرستش قرار می‌گرفت. به عنوان ولس، ایزد مرگ و جهان زیرزمینی، موسیقی و جادو بود، و به عنوان ولوس، ایزد حیوانات، ثروت و تجارت به حساب می‌آمد. پرستش ولس با ظهور و روی کار آمدن دین مسیحیت کم‌کم از بین رفت، اما پرستش ولوس حتی تا اواخر قرن هجدهم ادامه داشت. روز جشن ولس در تاریخ ۱۲ فوریه بود و در این روز به حیوانات خوراک ویژه می‌خوراندند.